# Caminando Juntos
Caminando Juntos, también conocido como OT: Caminando juntos o OT: Bernabéu fue un concierto benéfico donde los anfitriones fueron los concursantes de la novena edición del concurso de canto televisado español Operación Triunfo. Contó con la participación de otros artistas tanto nacionales como internacionales como Raphael, Luis Fonsi, Pastora Soler o David Bustamante. El evento fue presidido por Florentino Pérez y organizado por la Fundación Real Madrid. Todo lo recaudado durante el evento fue destinado a dicha fundación para sus proyectos de integración, educación y cooperación alrededor del mundo.

## Antecedentes
Tras muchos rumores y después del éxito cosechado por OT: El Reencuentro, el 26 de abril de 2017, y tras 13 años de su última emisión en La 1 de TVE, la directora de contenidos de dicha cadena confirmó que el programa regresaría con una novena edición y que esta contaría con catorce galas. Operación Triunfo 2017 comenzó su emisión el 23 de octubre de 2017 y finalizó el 5 de febrero del año siguiente cosechando un gran éxito durante su emisión.
Tinet Rubira, director de Gestmusic confirmó mediante sus redes sociales el 8 de diciembre de 2017, que, en efecto, habría una gira del elenco de OT 2017. Durante la séptima gala del programa celebrada el 11 de diciembre de 2017, Roberto Leal, presentador del talent show, confirmó dichos rumores anunciando que los 16 concursantes de Operación Triunfo 2017 saldrían de gira por España durante el 2018. En aquel momento solo fueron anunciadas dos únicas fechas. El 3 de marzo, la gira comenzaría en el Palau Sant Jordi de la ciudad de Barcelona y seguiría el 16 de marzo en el Palacio Vistalegre de Madrid. Las entradas para dichos eventos salieron a la venta el 22 de diciembre. La demanda de entradas y el ritmo de ventas de estas era muy positivo. Entre enero y mayo de 2018 fueron anunciadas más fechas en diferentes ciudades españolas como Málaga, La Coruña, Valencia o Pamplona.
El 4 de abril de 2018 fue anunciado el primer macro-concierto de la gira OT 2017 en concierto el cual iba a tomar lugar en el Estadio Santiago Bernabéu de la ciudad de Madrid el próximo 29 de junio a modo de concierto benéfico. Los detalles del concierto se desvelaron en una rueda de prensa celebrada dos días más tarde en Madrid. Esta sería la segunda vez que los concursantes de alguna edición de las nueve de Operación Triunfo se presentaran en dicho estadio para ofrecer un concierto pues el 1 de junio de 2002 los concursantes de la primera edición lo hicieron 16 años antes. Las entradas para dicho evento salieron a la venta a modo de preventa el 3 de mayo y a venta general cuatro días después. El 12 de junio se pusieron a la venta aún más entradas debido a la "alta demanda de estas". El 26 de junio se anunciaron los cinco artistas invitados al evento.

## Recepción
Diversas fueron las opiniones de los medios de comunicación tras el concierto en el Santiago Bernabéu. La revista del corazón ¡Hola! alabó la diversidad que se vivió en el concierto así como el hecho que el evento fuera destinado a organizaciones benéficas. En su artículo destacó la emotividad de algunas de sus actuaciones así como la alegría que muchas de ellas desprendían. Pero, al ser la revista dedicada a la llamada prensa del corazón, esta destacó por encima de todo en su redacción el beso "de película" entre Aitana y Cepeda quienes tras muchos meses llenos de especulaciones sobre su romance, se besaron frente a 60,000 espectadores. Sin embargo, ElPeriodico tituló su artículo "más allá del beso" criticando a aquellos quienes "solo ven prensa rosa donde hay música, emoción, diversidad, libertad, autoestima, visibilidad del colectivo LGBT y feminismo".
El Mundo fue uno de los periódicos que puso por los suelos la celebración de este concierto en lo que a lo musical se refiere titulando su artículo "no te lo perdonaré jamás, OT". "Los 16 concursantes revientan el estadio Santiago Bernabéu donde han hecho suyos valores como la diversidad y el feminismo. En lo musical, en cambio, solo unos pocos aprueban". La redacción criticó la adaptación y acortación de algunos temas como "I'm Still Standing" de Elton John o "Don't Dream It's Over" de la agrupación Crowded House. Lo que si enamoró Pedro de Corral, el redactor, es el hecho que Operación Triunfo "haya hecho de la libertad sexual su bandera, y de haber disfrutado siendo el altavoz de nuevas formas de amar y haber adoptado el feminismo como punto de partida".

## Repertorio
| Orden | Canción                       | Concursantes                            |
| 1     | Mi gran noche                 | Todos (junto a Raphael)                 |
| 2     | I’m still standing            | Todos                                   |
| 2     | Let me entertain you          | Ricky Merino                            |
| 3     | Todas las flores              | Amaia y Ana Guerra                      |
| 4     | ¡Corre!                       | Mireya Bravo y Juan Antonio Cortés      |
| 5     | The voice within’             | Marina Rodríguez                        |
| 6     | What about us                 | Miriam Rodríguez                        |
| 7     | A puro dolor                  | Juan Antonio Cortés                     |
| 8     | Don’t you worry ‘bout a thing | Ana Guerra y Mimi Doblas                |
| 9     | Don’t dream it’s over         | Alfred García y Marina Rodríguez        |
| 10    | Manos vacías                  | Raoul Vázquez y Agoney                  |
| 11    | Quédate conmigo               | Nerea Rodríguez (junto a Pastora Soler) |
| 12    | Miedo                         | Amaia                                   |
| 13    | Con las ganas                 | Amaia y Aitana (junto a Zahara)         |
| 14    | Euphoria                      | Miriam Rodríguez y Thalía Garrido       |
| 15    | Million reasons               | Raoul Vázquez                           |
| 16    | Symphony                      | Nerea Rodríguez y Agoney                |
| 17    | Cenizas                       | Thalía Garrido                          |
| 18    | Madre tierra                  | Ricky Merino y Mireya Bravo             |
| 19    | Issues                        | Aitana                                  |
| 20    | No puedo vivir sin ti         | Aitana y Cepeda                         |
| 21    | Esta vez                      | Cepeda                                  |
| 22    | Corazón vendío                | Mireya Bravo                            |
| 23    | A-YO                          | Mimi Doblas                             |
| 24    | A quién le importa            | Todos                                   |
| 25    | Por una vez más               | Roi Méndez                              |
| 26    | Shape of you                  | Amaia y Roi Méndez                      |
| 27    | Eloïse                        | Agoney                                  |
| 28    | Invisible                     | Miriam Rodríguez                        |
| 29    | Que nos sigan las luces       | Alfred García                           |
| 30    | Shake it out                  | Amaia                                   |
| 31    | City of stars                 | Amaia y Alfred García                   |
| 32    | Hay algo en mí                | Miriam Rodríguez                        |
| 33    | Por debajo de la mesa         | Ana Guerra (junto a David Bustamante)   |
| 34    | La Bikina                     | Ana Guerra                              |
| 35    | Chandelier                    | Aitana                                  |
| 36    | Échame la culpa               | Aitana (junto a Luis Fonsi)             |
| 37    | Lo malo                       | Ana Guerra y Aitana                     |
| 38    | Camina                        | Todos                                   |
| 39    | Tu canción                    | Amaia y Alfred García                   |
| 40    | La revolución sexual          | Todos                                   |